# Geleira rochosa

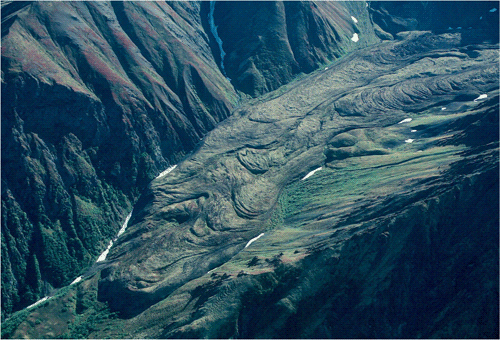
Geleira rochosa com vários fluxos lobulares, Montanhas Chugach, Alasca.

Uma geleira rochosa é um acidente geográfico geomorfológico  de cascalho rochoso angular congelado em gelo intersticial, que pode se projetar para fora e encosta abaixo de cones de tálus, geleiras ou morenas terminais de geleiras. Há dois tipos de geleiras rochosas: geleiras periglaciais, e geleiras derivadas de tálus. Possíveis formações de geleiras rochosas marcianas foram descobertas pela sonda espacial Mars Reconnaissance Orbiter.

## Formação

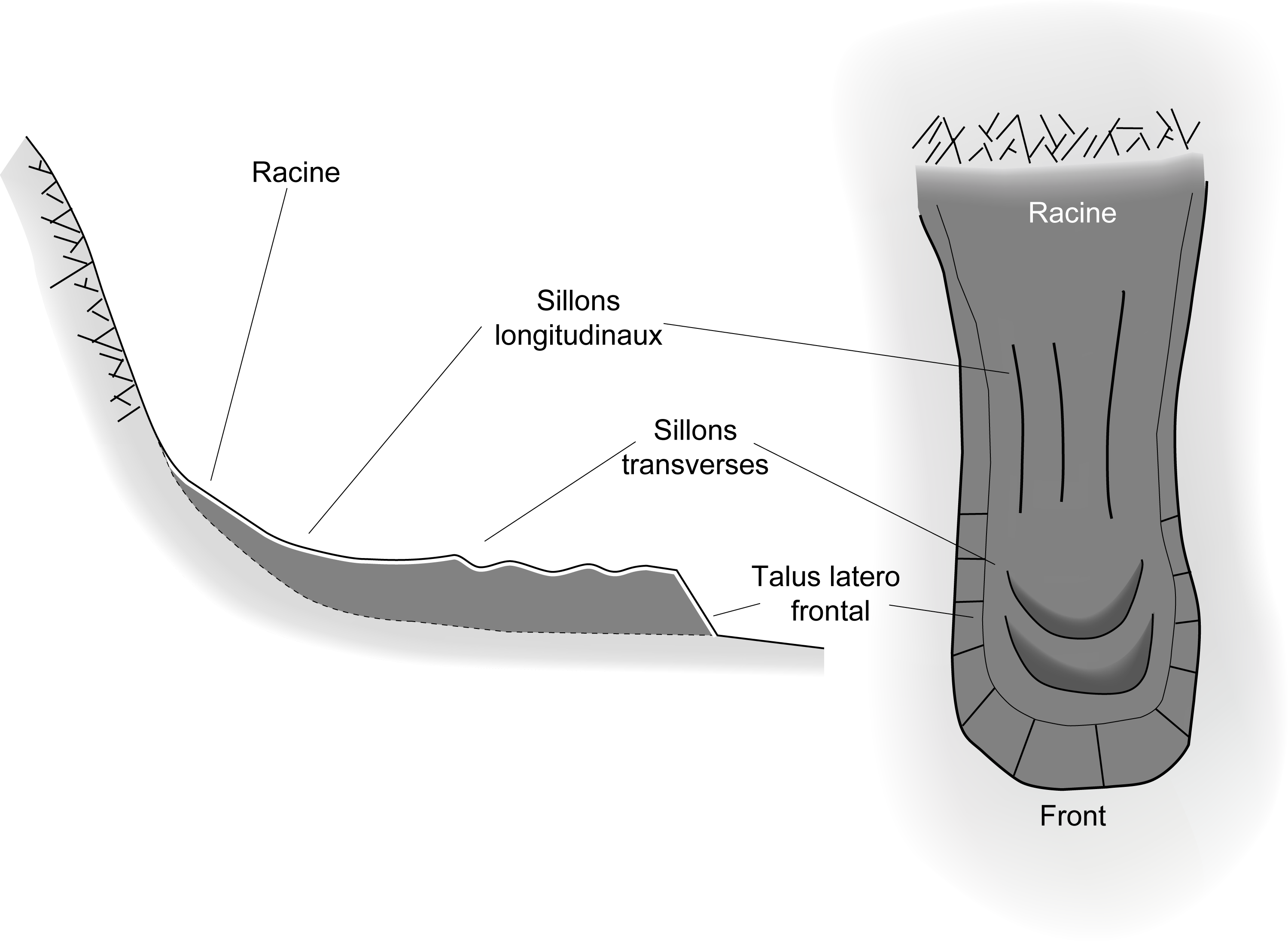
Morfologia típica de uma geleira rochosa (à esquerda, vista em perfil, à direita, vista de cima.

Pouco é sabido acerca da formação das geleiras rochosas. Dois fatores conhecidos que podem estar presentes na criação de geleiras rochosas são a baixa velocidade do gelo e o permafrost. A maioria das geleiras rochosas são criadas pela recessão de geleiras cobertas por cascalho. Rochas glaciais são frequentemente encontradas em bacias de circo onde o cascalho rochoso despenca dos paredões íngremes e se acumula em geleiras rochosas. Na medida em que as geleiras encolhem, suas composições mudam e o cascalho passa a se acumular sobre elas. Eventualmente, o gelo glacial é substituído por rochas de núcleo de gelo.  Com a execeção das rochas de núcleo de gelo, as geleiras rochosas constituem um processo periglacial. Isso significa que as geleiras rochosas são uma formação não-glacial associada à climas frios, particularmente a vários aspectos do solo congelado. A formação das geleiras rochosas periglaciais requer permafrost ao invés de gelo glacial. Ao invés disso, elas são causadas pelo congelamento contínuo ocorrendo dentro de um lóbulo de tálus.
As geleiras rochosas podem ainda ser originárias de um movimento maciço ou um deslizamento de terra, processos que não requerem a presença de gelo e sugere uma origem catastrófica repentina com pouco movimento subsequente.

## Movimento

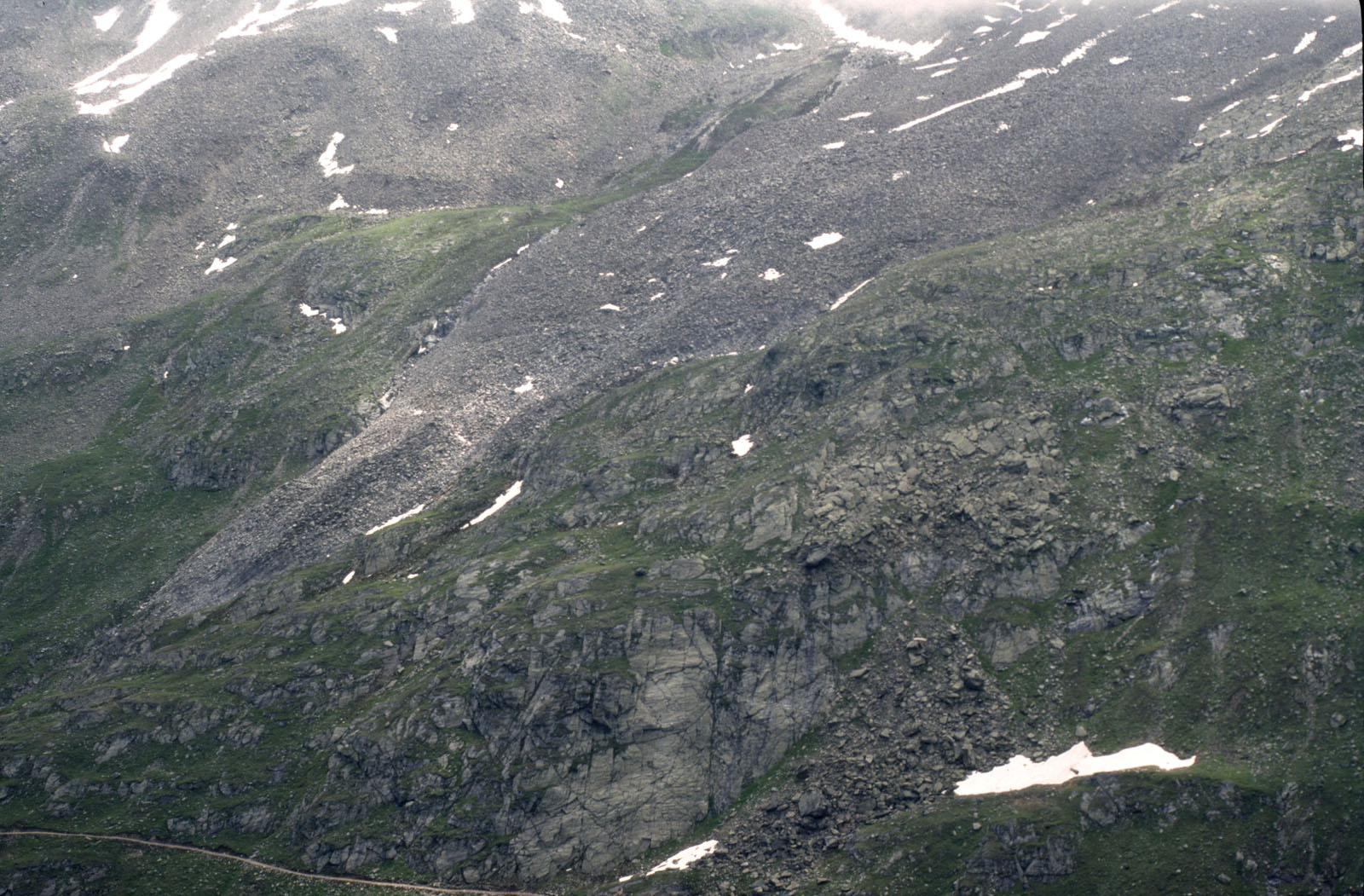
Geleira rochosa em Hangerer, na Áustria.

Geleiras rochosas se movem encosta abaixo através da deformação do gelo em seu interior, fazendo com que suas superfícies se assemelhem àquela das geleiras. Algumas geleiras rochosas podem atingir até 3 km de cumprimento e possuir bancos de até 60 m de altura. Blocos na superfície podem medir até 8 m de diâmetro. Formações de fluxo na superfície da das geleiras rochosas podem se desenvolver a partir de:
- Deformação do núcleo de gelo

- Movimento da cobertura de cascalho ao longo da interface entre o cascalho e o gelo.

- Deformação de um período de avanço das geleiras.

- Mudanças no equilíbrio hidrológico.

O crescimento e a formação das geleiras rochosas é motivo de controvérsia, havendo três teorias principais para sua explicação:
- Origem no permafrost, que implica que as formações são relacionadas à ação do permafrost, e não à ação glacial;

- Origem no movimento maciço ou deslizamento de terra, processos que não requerem a presença de gelo e sugere uma origem catastrófica repentina com pouco movimento subsequente.

Geleiras rochosas podem se mover ou rastejar vagarosamente, dependendo em parte da quantidade de gelo presente.

## Uso humano
Geleiras rochosas nos Andes Chilenos ajudam no abastecimento de água de grande parte do Chile, incluindo a capital Santiago. Operações de mineração nas altas montanhas tem levado à degradação e destruição de mais de duas geleiras rochosas. Várias minas de cobrede positam seus rejeitos em geleiras rochosas, resultando em um derretimento mais acelerado e maior velocidade do movimento dessas geleiras rochosas. A deposição de detritos rochosos nas geleiras rochosas pode levar à sua desestabilização. Em 2004, agricultores e ambientalistas promoveram uma mudança na lei determinando que novos projetos de mineração não poderiam mais causar danos ou alterar as geleiras rochosas no Chile.

## Galeria

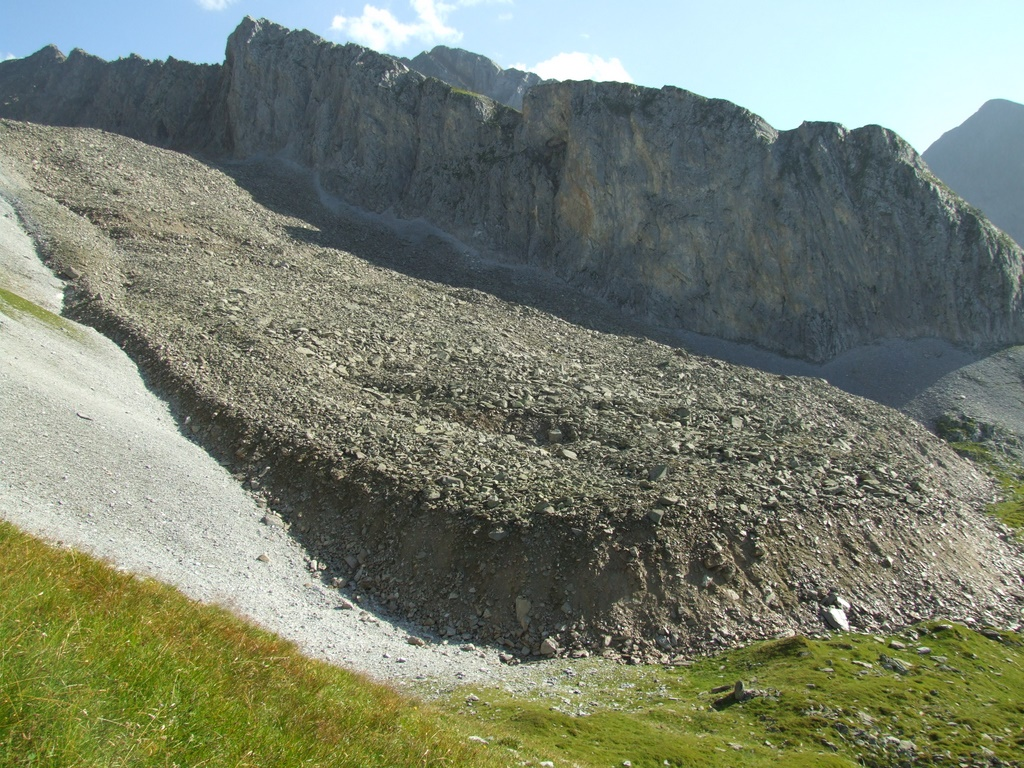
Geleira rochosa ativa, nos Alpes de Zillertal.
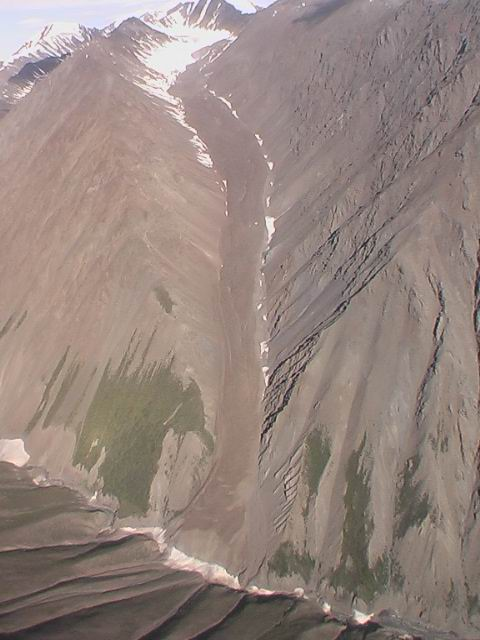
Geleiras rochosas nos montes Wrangell St Elias, no Alasca.
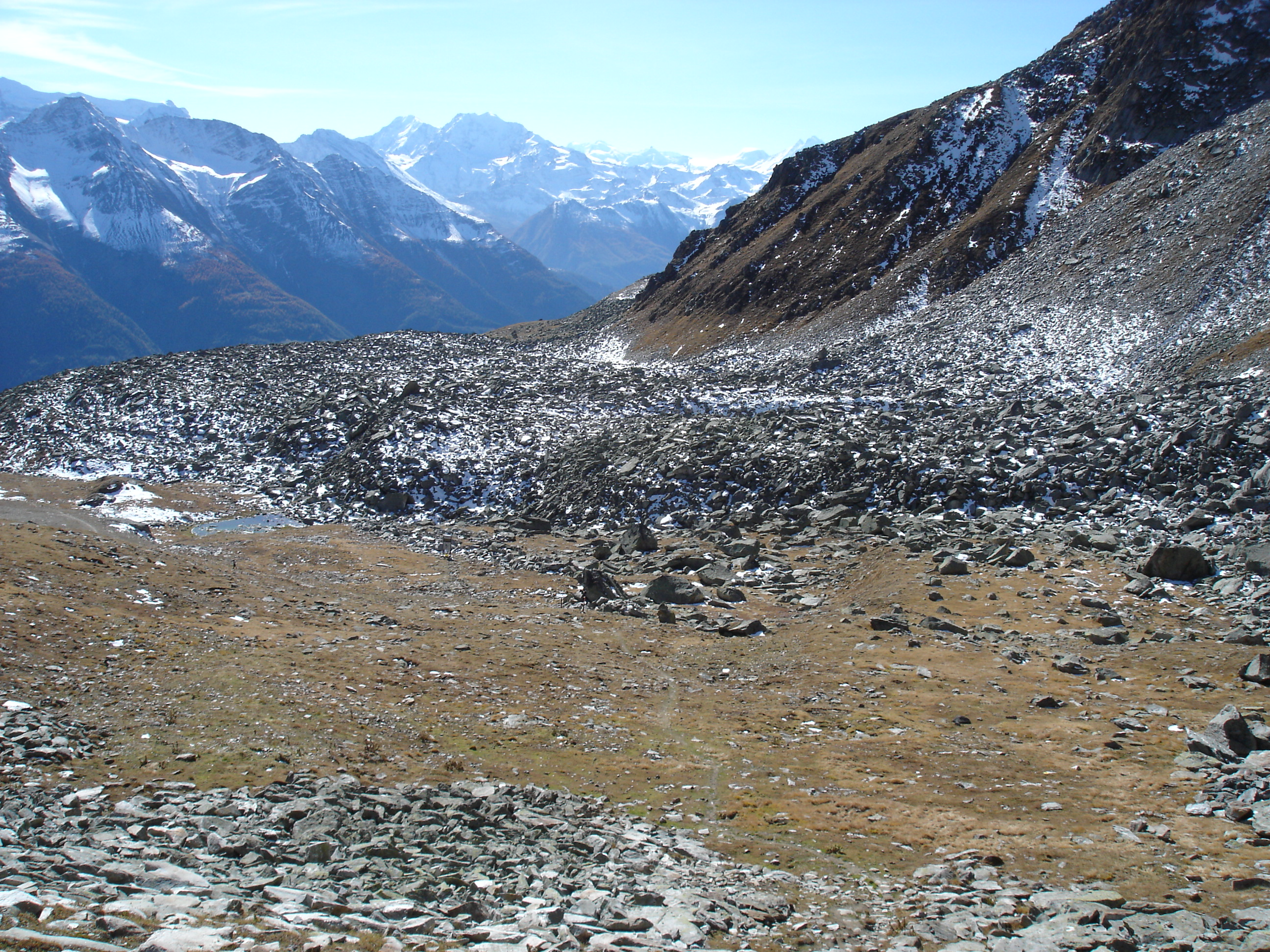
Geleira rochosa em Bettmerhorn, Alemanha.
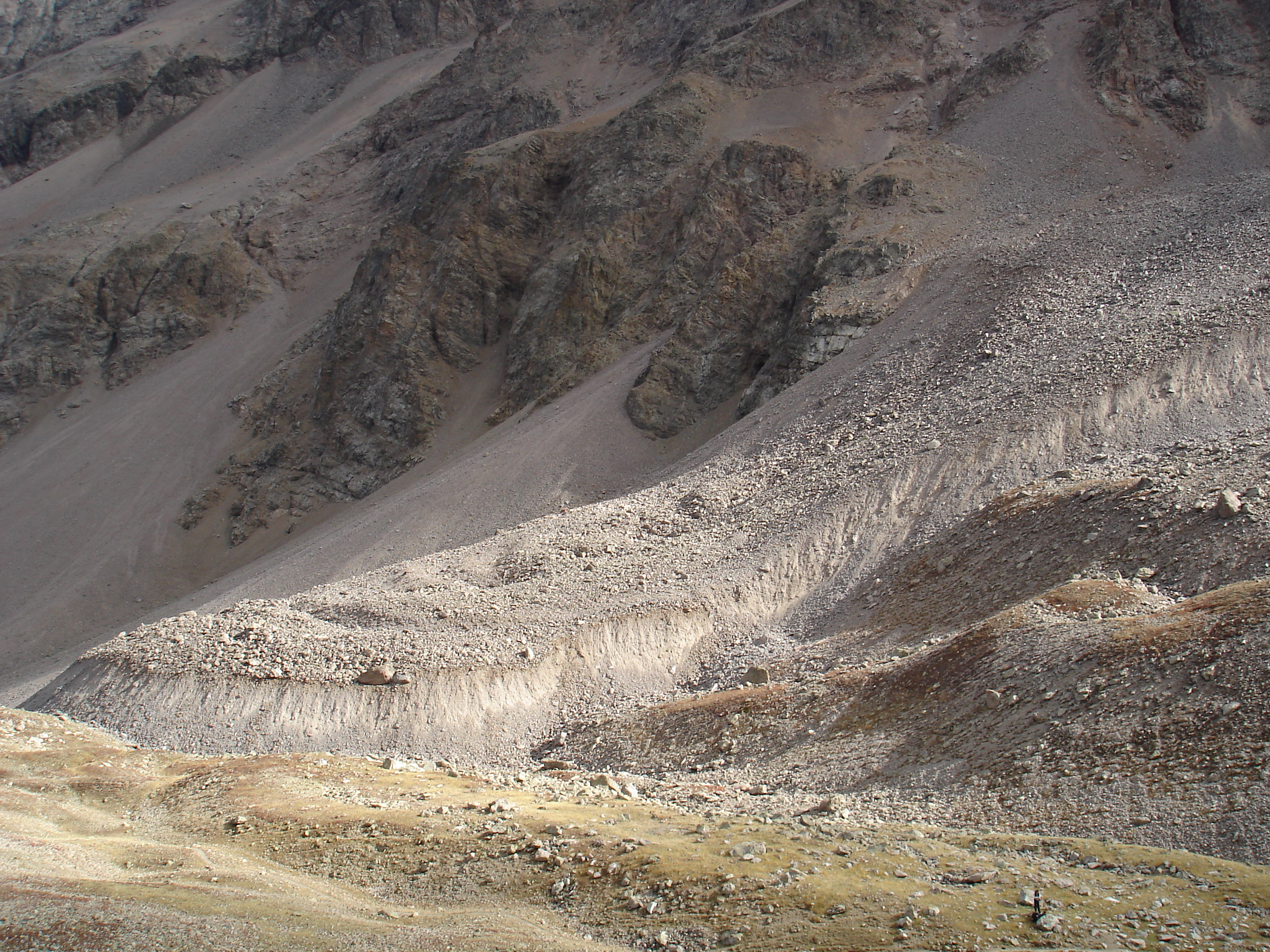
Vista da geleira rochosa de Laurichard no outono. O tálus lateral-frontal é claramente visível.
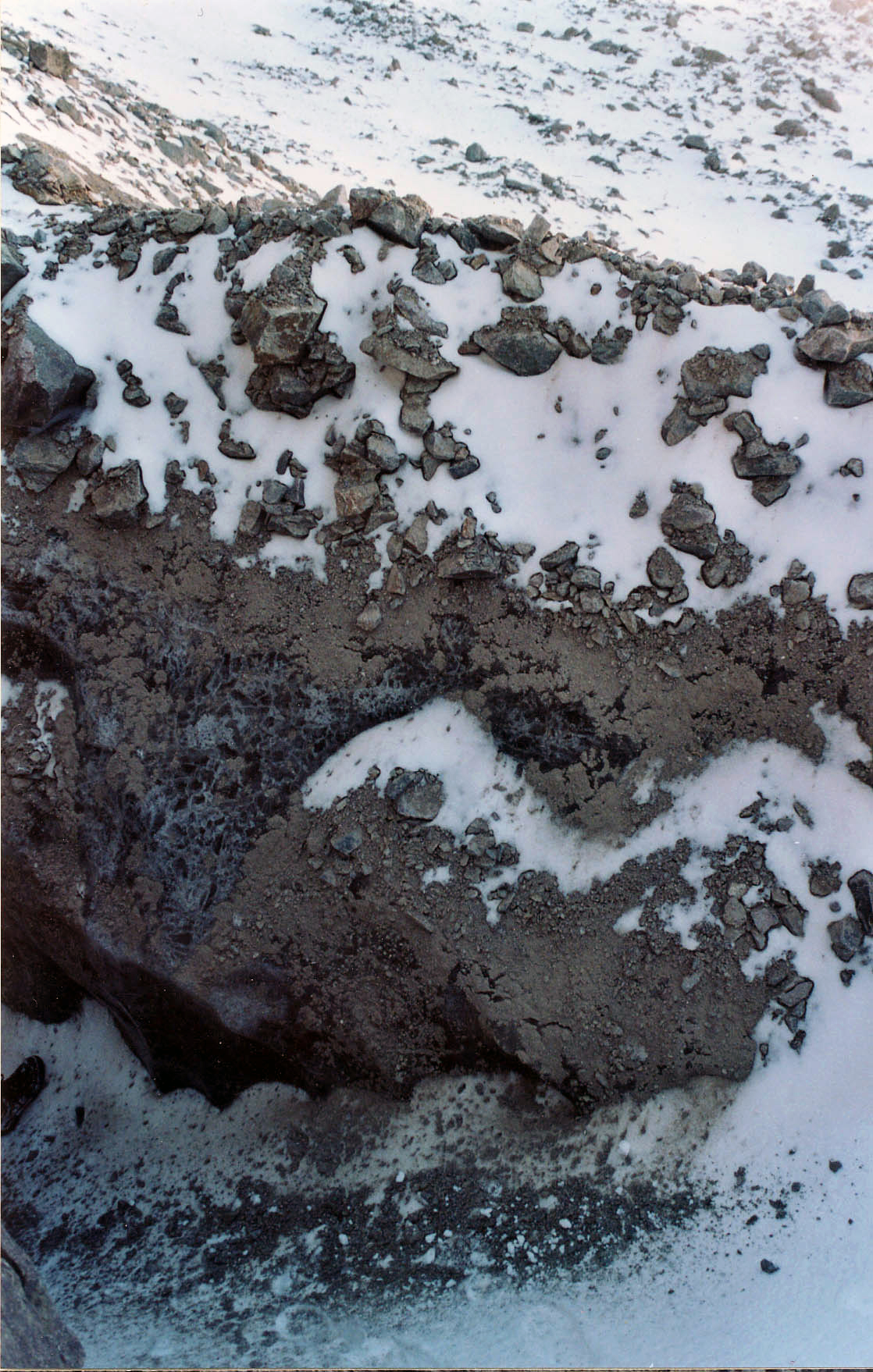
Rimaia observável na base da geleira rochosa de Laurichard (Altos Alpes) no fim do verão de 2003 (essa crevassa possui de 3 a 5 metros de altura).